# クレイトン・ハミルトン
クレイトン・ダニエル・ハミルトン（Clayton Daniel Hamilton , 1982年6月15日 - ）は、アメリカ合衆国ペンシルベニア州出身の元プロ野球選手（投手）。

## 経歴

### 来日前
2004年のMLBドラフト17巡目でサンディエゴ・パドレスに入団。以後パドレス、ピッツバーグ・パイレーツ、テキサス・レンジャーズのマイナーリーグでプレー。

### 横浜・DeNA時代
2010年オフ、横浜ベイスターズの秋季キャンプにブランドン・マンらとともにテスト生として参加し、12月3日に合格・入団が決まった。
2011年4月13日に来日初登板を果たすも、3回3安打2失点と不安定な投球で敗戦投手となり、続く初先発の広島東洋カープ戦も2回5失点とKOされた。その後、来日初勝利を記録するが、18試合の登板で、1勝4敗、防御率7.18の成績だった。不甲斐ない結果に終わったものの、年俸が格安だったこともあり翌年も残留することになった。
2012年はオープン戦から好調をキープし、開幕一軍入りを果たす。開幕後もまずまずの投球を見せていたが、4月18日の広島戦と22日の阪神戦で計10失点と打ち込まれ、25日に二軍に降格された。その後、シーズン途中の6月22日に球団から戦力外が発表された。

## 人物
親日家で、SNSでたびたび日本語の文章をローマ字表記で綴ったり、自宅で盆栽を育てるなど日本語や日本の文化に対して高い関心を持っていた。
また、Twitterにてファンのために質問コーナーを開いたこともあり、ファンとの交流をとても大切にしている。

## 詳細情報

### 年度別投手成績
| 年 度     | 球 団     | 登 板 | 先 発 | 完 投 | 完 封 | 無 四 球 | 勝 利 | 敗 戦 | セ 丨 ブ | ホ 丨 ル ド | 勝 率 | 打 者 | 投 球 回 | 被 安 打 | 被 本 塁 打 | 与 四 球 | 敬 遠 | 与 死 球 | 奪 三 振 | 暴 投 | ボ 丨 ク | 失 点 | 自 責 点 | 防 御 率 | W H I P |
| --------- | --------- | ----- | ----- | ----- | ----- | -------- | ----- | ----- | -------- | ----------- | ----- | ----- | -------- | -------- | ----------- | -------- | ----- | -------- | -------- | ----- | -------- | ----- | -------- | -------- | ------- |
| 2011      | 横浜 DeNA | 18    | 6     | 0     | 0     | 0        | 1     | 4     | 0        | 0           | .200  | 163   | 36.1     | 48       | 4           | 11       | 1     | 4        | 17       | 1     | 1        | 29    | 29       | 7.18     | 1.62    |
| 2012      | 横浜 DeNA | 9     | 0     | 0     | 0     | 0        | 0     | 0     | 0        | 1           | ----  | 59    | 13.1     | 16       | 2           | 5        | 1     | 0        | 8        | 0     | 0        | 11    | 11       | 7.43     | 1.58    |
| 通算：2年 | 通算：2年 | 27    | 6     | 0     | 0     | 0        | 1     | 4     | 0        | 1           | .200  | 222   | 49.2     | 64       | 6           | 16       | 2     | 4        | 25       | 1     | 1        | 40    | 40       | 7.25     | 1.61    |

### 記録
NPB
投手記録
- 初登板：2011年4月13日、対中日ドラゴンズ2回戦（横浜スタジアム）、3回表に2番手で救援登板、3回3安打2失点で敗戦投手
- 初奪三振：同上、3回表に谷繁元信から見逃し三振
- 初先発：2011年5月5日、対広島東洋カープ6回戦（MAZDA Zoom-Zoom スタジアム広島）、2回5失点で敗戦投手
- 初勝利・初先発勝利：2011年5月23日、対北海道日本ハムファイターズ1回戦（横浜スタジアム）、6回無失点
- 初ホールド：2012年4月15日、対読売ジャイアンツ2回戦（HARD OFF ECOスタジアム新潟）、11回表に5番手で救援登板、2/3回無失点

打撃記録
- 初打席：2011年4月13日、対中日ドラゴンズ2回戦（横浜スタジアム）、4回裏に中田賢一から三振

### 背番号
- 38 （2011年 - 2012年）